# أروج محمد كندي
أروج‌ محمد كندي هي قرية في مقاطعة بل دشت، إيران. يقدر عدد سكانها بـ 432 نسمة بحسب إحصاء 2016.